# Mączniak rzekomy jeżyny
Mączniak przekomy jeżyny – choroba jeżyn z grupy mączniaków rzekomych, wywoływana przez grzybopodobny organizm Peronospora sparsa.

## Występowanie i szkodliwość
Choroba występuje we wszystkich rejonach uprawy jeżyny. Powoduje obumieranie pędów i zniekształcenia owoców. Przy sprzyjających patogenowi warunkach może spowodować duże straty ekonomiczne. Rozwój choroby w dużym stopniu zależy od pogody.
Patogen poraża przede wszystkim liście jeżyny, ale w mniejszym stopniu także wszystkie nadziemne części pędu: ogonki liściowe, szypułki kwiatowe, działki kielicha, młode pędy i owoce. Na górnej stronie porażonych liści pojawiają się plamy; początkowo żółte, potem purpurowe. W ich obrębie na dolnej stronie liści przy dużej wilgotności powietrza (długotrwałe deszcze) powstają jasnoszare naloty z zarodnikami konidialnymi. Młode odrosty pędowe jeżyn są karłowate, a ich wierzchołkowe części często mają czerwone przebarwienia. Czasami podobne czerwone przebarwienia występują także na skórce w inych miejscach pędów. Gdy pogoda nie sprzyja patogenowi, na dolnej stronie blaszki liści nie tworzą się naloty, a jedynie zmienia ona barwę na jasnoróżową do brązowej. Zmiany dotyczą również zainfekowanych owoców; przedwcześnie przebarwiają się na czerwono, a następnie twardnieją i zasychają. Często dochodzi do ich zniekształcenia i rozdzielenia się na dwie części. Porażone szypułki wysychają i często zmieniają barwę na czerwoną. Rozwój silnie porażonych krzewów ulega zahamowaniu.

## Ochrona
Ważne jest prowadzenie systematycznej lustracji i zabiegów ochronnych. Obserwować należy od maja do sierpnia głównie liście i młode pędy. Szczególnie ważna jest lustracja krzewów w czerwcu i lipcu, gdy występuje największe nasilenie objawów choroby. Porażonych pędów nie można uratować. Można jedynie zapobiegać chorobie poprzez działania profilaktyczne:
- plantacje należy zakładać tylko z kwalifikowanych sadzonek,
- ograniczyć nawożenie, zwłaszcza nawozami azotowymi,
- odchwaszczać plantację,
- aby zapewnić lepszą wentylację należy usuwać nadmiar młodych pędów,
- wycinać porażone pędy,
- zaraz po zbiorze wycinać pędy, na których były owoce,
- usuwać z otoczenia plantacji dziko rosnące jeżyny, gdyż mogą one być źródłem infekcji[2].